# Glicin amidinotransferaza
Glicin amidinotransferaza (EC 2.1.4.1, arginin-glicinska amidinotransferaza, arginin-glicinska transamidinaza, glicinska transamidinaza) je enzim sa sistematskim imenom L-arginin:glicin amidinotransferaza. Ovaj enzim katalizuje sledeću hemijsku reakciju
-arginin + glicin {\displaystyle \rightleftharpoons } L-ornitin + guanidinoacetat
Ovaj enzim može da koristi kanavanine umesto arginina.

## Spoljašnje veze
- Glycine+amidinotransferase на 